# Canthigaster axiologus
Espèce
Statut de conservation UICN

 LC  : Préoccupation mineure
Canthigaster axiologus est une espèce de poissons marins de la famille des Tetraodontidae.

## Systématique
L'espèce Canthigaster axiologus a été décrite en 1931 par l'ichtyologiste australien Gilbert Percy Whitley, (1903-1975). 

## Répartition, habitat
Canthigaster axiologus est présent dans les eaux tropicales de l'Indo/ouest Pacifique, mer Rouge incluse.
Il s'agit d'une espèce de récifs qui est présente entre 10 et 80 m de profondeur.

## Description
Sa taille maximale est de 10,1 cm.

## Publication originale
- (en) Gilbert P. Whitley, « New names for Australian fishes », Australian Zoologist, Sydney, Royal Zoological Society of New South Wales (d), vol. 6, no 4,‎ 13 février 1931, p. 310-334 (ISSN 0067-2238 et 2204-2105, OCLC 1782007, lire en ligne).